# Суворовский сельский совет (Сакский район)
Суворовский сельский совет (укр. Суворовська сільська рада, крымскотат. Bağay köy şurası) — согласно законодательству Украины — административно-территориальная единица в Сакском районе Автономной Республики Крым.
Население сельсовета по переписи 2001 года — 4879 человек, площадь — 155,7 км².
К 2014 году состоял из 7 сёл:

| - Суворовское - Великое - Желтокаменка - Каменоломня | - Лиманное - Победное - Туннельное |

## История
Богайский сельсовет был образован в составе Евпаторийского района в начале 1920-х годов. Согласно Списку населённых пунктов Крымской АССР по Всесоюзной переписи 17 декабря 1926 года, в состав совета входило 20 населённых пунктов с 2578 жителям и Евпаторийский маяк:

| - Айсабай — 127 чел., - Богай — 437 чел., - Джага-Майнак — 72 чел., - Икор-Сукуркой — 144 чел., - Картбий — 69 чел., - Мамуткой — 75 чел., - Мурзачик — 18 чел., | - Ораз — 94 чел., - Орта-Мамай № 1 — 23 чел., - Орта-Мамай № 2 — 37 чел., - Орта-Мамай № 4 — 216 чел., - Орта-Мамай № 5 — 68 чел., - Орта-Мамай № 6 — 114 чел., - Отар-Мойнак — 280 чел., | - Тегеш №1 — 104 чел., - Тереклы-Конрат — 256 чел., - Тюмень русский — 28 чел., - Тюп-Мамай — 104 чел., - Шибань — 95 чел., - Ялы-Мойнак — 217 чел. |

Указом Президиума Верховного Совета РСФСР от 21 августа 1945 года Богайский сельсовет был переименован в Суворовский сельский совет. Время упразднения сельсовета пока не установлено: на 15 июня 1960 года Суворовское числилось в составе Каменоломенского сельсовета, а к 1968 году Суворовский сельсовет был восстановлен уже в составе Сакского района. На 1 января 1968 года включал 10 сёл:

| - Великое - Верхнее - Желтокаменка - Каменоломня | - Лиманное - Островка - Победное | - Суворовское - Туннельное - Узловое |

К 1 января 1977 года были упразднены Верхнее и Островка, а 16 сентября 1986 года, решением Крымского облисполкома, ликвидировано Узловоеа.
С 12 февраля 1991 года сельсовет в восстановленной Крымской АССР, 26 февраля 1992 года переименованной в Автономную Республику Крым. С 21 марта 2014 года в составе Крыма аннексирован Россией. Законом «Об установлении границ муниципальных образований и статусе муниципальных образований в Республике Крым» от 4 июня 2014 года территория административной единицы была объявлена муниципальным образованием со статусом сельского поселения.